# Marc Rohnstock
Marc Rohnstock (* 9. Mai 1978) ist ein deutscher Filmregisseur, Kameramann, Filmeditor, Schauspieler, Spezialeffektdesigner, Filmproduzent, Drehbuchautor und Stuntman aus dem Bereich des Amateur- und Independentfilm.

## Leben
Rohnstock ist gelernter Datenverarbeitungskaufmann. Er ist Mitinhaber der 2004 gegründeten Film-Produktionsfirma „Infernal Films“ aus Gau-Algesheim, deren Schwerpunkt beim Horror-Genre liegt. Zu dem Unternehmen gehörte unter anderem auch sein älterer Bruder, der Produzent Lars Rohnstock (* 1973,† 2023).

## Filmografie
| - 2005: Dungeon of Evil - 2008: Dark Awakening (Kurzfilm) - 2008: Graveyard of the Living Dead - 2010: Necronos – Tower of Doom - 2015: The Curse of Doctor Wolffenstein - 2005: Dungeon of Evil - 2008: Dark Awakening (Kurzfilm) - 2009: Game Over - 2009: Unrated: The Movie - 2009: La petite mort - 2010: Karl the Butcher vs Axe - 2010: Necronos – Tower of Doom - 2011: Project Genesis: Crossclub 2 - 2011: Turbo Zombi - Tampons of the Dead - 2012: Robin Hood: Ghosts of Sherwood - 2012: Plastic - 2014: La Petite Mort II: Nasty Tapés | - 2005: Dungeon of Evil - 2009: Unrated: The Movie - 2009: La petite mort - 2010: Necronos – Tower of Doom - 2011: Turbo Zombi - Tampons of the Dead - 2012: Plastic - 2015: Raw 3: Die Offenbarung der Grete Müller - 2011: Project Genesis: Crossclub 2 - 2015: The Curse of Doctor Wolffenstein - 2010: Necronos – Tower of Doom |

### DVD- & Blu-ray-Veröffentlichungen
- Dungeon of Evil, 1. Mai 2006, Infernal Films, Ltd., Land: Deutschland, Ungekürzte Fassung, DVD
- Graveyard of the Living Dead, 9. Mai 2009, HDMV, Land: Deutschland, Ungekürzte Fassung, DVD
- Necronos, 7. März 2011, Infernal Films (Promo DVD), Land: Deutschland, Ungekürzte Fassung, DVD
- Necronos, 17. November 2011, Marketing Film / Infernal Films, Land: Deutschland, Gekürzte Fassung, DVD
- Necronos, 2012, Dark Entertainment (Collector´s Edition), Land: Schweden, Ungekürzte Fassung, DVD
- Necronos, 11. März 2014, Troma Entertainment, Land: USA, Ungekürzte Fassung, DVD
- The Curse of Dr. Wolffenstein, 17. Oktober 2017, 8-Films, Land: Deutschland, Ungekürzte Fassung, Blu-ray